# Resolutie 1542 Veiligheidsraad Verenigde Naties
Resolutie 1542 van de Veiligheidsraad van de Verenigde Naties werd op 30 april 2004 met unanimiteit aangenomen door de VN-Veiligheidsraad. De resolutie richtte de MINUSTAH-stabilisatiemacht in Haïti op.

## Achtergrond
Na decennia onder dictatoriaal bewind won Jean-Bertrand Aristide in december 1990 de verkiezingen in Haïti. In september 1991 werd hij met een staatsgreep verdreven. Nieuwe verkiezingen werden door de internationale gemeenschap afgeblokt waarna het land in de chaos verzonk. Na Amerikaanse bemiddeling werd Aristide in 1994 in functie hersteld. Het jaar erop vertrok hij opnieuw, maar in 2000 werd hij herkozen. Zijn tweede ambtstermijn werd echter gekenmerkt door beschuldigingen van corruptie. In 2004 veroverden door het Westen gesteunde rebellen de controle over het land en werd Aristide opnieuw uit zijn ambt gezet. In juni dat jaren werden VN-vredestroepen gestuurd en in 2006 werd René Préval, die tussen 1995 en 2000 ook president was, opnieuw verkozen.

## Inhoud

### Waarnemingen
De Veiligheidsraad betreurde de mensenrechtenschendingen tegen voor de bevolking van Haïti en drong er bij de overgangsregering van dat land op aan een einde te maken aan de straffeloosheid.

### Handelingen
De Raad besliste de VN-stabilisatiemissie in Haïti of MINUSTAH op te richten voor een initiële periode van zes maanden. De tijdelijke multinationale macht die toen al aanwezig was werd gevraagd tegen 1 juni haar bevoegdheden over te dragen. Zij mocht vanaf die datum nog wel gedurende maximaal dertig dagen haar mandaat uitoefenen op vraag van MINUSTAH.
MINUSTAH zou bestaan uit een civiel en een militair component. Het civiele component zou 1622 politieagenten tellen, het militaire component zou tot 6700 troepen omvatten. De missie kreeg voorts volgend mandaat:
1. Zorgen voor een veilige en stabiele omgeving,
2. Het politieke proces met een dialoog en verkiezingen ondersteunen,
3. Toezien op de mensenrechten.

Haïti werd gevraagd binnen de dertig dagen een status of forces-akkoord te sluiten met secretaris-generaal Kofi Annan. Ten slotte werden de lidstaten gevraagd voldoende humanitaire hulp te voorzien voor Haïti en de heropbouw van het land te steunen.

## Verwante resoluties
- Resolutie 1277 Veiligheidsraad Verenigde Naties (1999)
- Resolutie 1529 Veiligheidsraad Verenigde Naties
- Resolutie 1576 Veiligheidsraad Verenigde Naties
- Resolutie 1601 Veiligheidsraad Verenigde Naties (2005)

Lijst ·  1522 ·  1523 ·  1524 ·  1525 ·  1526 ·  1527 ·  1528 ·  1529 ·  1530 ·  1531 ·  1532 ·  1533 ·  1534 ·  1535 ·  1536 ·  1537 ·  1538 ·  1539 ·  1540 ·  1541 ·  1542 ·  1543 ·  1544 ·  1545 ·  1546 ·  1547 ·  1548 ·  1549 ·  1550 ·  1551 ·  1552 ·  1553 ·  1554 ·  1555 ·  1556 ·  1557 ·  1558 ·  1559 ·  1560 ·  1561 ·  1562 ·  1563 ·  1564 ·  1565 ·  1566 ·  1567 ·  1568 ·  1569 ·  1570 ·  1571 ·  1572 ·  1573 ·  1574 ·  1575 ·  1576 ·  1577 ·  1578 ·  1579 ·  1580